# 若獅子よ立髪を振れ
『若獅子よ立髪を振れ』（わかじしよたてがみをふれ）は宝塚歌劇団のミュージカル作品。雪組公演。
1974年5月25日から6月25日（新人公演：6月8日）まで宝塚大劇場、同年8月1日から8月29日（新人公演：8月18日）まで東京宝塚劇場で公演。
併演作品は『インスピレーション』。

## 解説
※『宝塚歌劇100年史（舞台編）』の宝塚大劇場公演を参照。
宝塚歌劇では初の会津の白虎隊を題材にした作品。時は江戸時代末期の慶応。会津藩は徳川家に従順、公武合体説を唱え、薩摩土肥の官軍連合の中で孤立してゆく。そんな中で、藩校日新館では、白虎隊の面々がそれぞれ青春を燃やしながら日々訓練を行っていた。

## 宝塚大劇場公演のデータ
形式名は「宝塚ミュージカル」。9場。

### スタッフ
- 作・演出[1]：植田紳爾
- 音楽[4]：川崎恒夫、寺田瀧雄
- 音楽指揮[4]：野村陽児
- 振付[4]：花柳寿楽
- 装置[4]：渡辺正男
- 衣装[4]：小西松茂、中川菊枝
- 照明[5]：今井直次
- 音響・録音[5]：松永浩志
- 小道具[5]：上田特市
- 効果[5]：中田正廣
- 演出補[5]：阿古健
- 制作[5]：野田浜之助
- 琵琶[5]：鶴田錦史
- 尺八[5]：横山勝也

### 主な配役
※「（）」の人物は新人公演配役。
- 岡本浩太郎 - 汀夏子（浦路夏子）[3]
- 松平容保 - 神代錦（麻実れい）[3]